# 鉄炮塚葉子
鉄炮塚 葉子（てっぽうづか ようこ、1964年5月7日 - ）は、日本の女性声優、舞台女優である。青二プロダクション所属。茨城県下館市（現・筑西市）出身。

## 経歴
茨城県立下館第二高等学校卒業。
声優活動以外にも舞台女優として活動しており、野沢那智主宰の劇団薔薇座に長く在籍した。岸野幸正主宰の劇団岸野組で長らく活動していたが、現在は所属から離脱している。
1991年放送の『ちいさなおばけアッチ・コッチ・ソッチ』で声優デビュー。『丸出だめ夫』で初主演を果たした。

## 人物・エピソード
趣味は読書。特技はヨガ、菓子作り、エレクトーン。
戸田恵子を尊敬し、目標としている。
『ときめきメモリアル』ではオーディションは無く、「お仕事決まったよ」と言われたのが切っ掛けで金月真美と出会った。知名度が上昇したのは『ときめきメモリアル』に出演した事が切っ掛けである。
1990年代の当時は複数のパターンなどの膨大な台詞を経験したことがなく、「電話帳みたいな台本が来るよ」の発言に思ったが言葉の通り電話帳レベルの台本に衝撃を受けた。感情にテンションの異なる台詞を言うのが慣れてなく、怒りの感情を出すつもりで、音響監督から「もうちょっと激しく怒ってください」とリクエストされた。
舞台でお芝居と人前に出る経験はあるが、トークしたりライブをする経験は無く新鮮だったらしく、フリートークは苦手である。
キャラクターソングは子供向けの歌の仕事はあるがポップスが初めてで緊張した。笹木綾子と金月真美と3人で歌った「あした」の収録の記憶は楽しかったことを覚えている。
家族は両親と兄がいる、1993年時点では同居していない。

## 出演
太字はメインキャラクター。

### テレビアニメ
1991年
- 楽しいムーミン一家 冒険日記（雪男）
- ちいさなおばけアッチ・コッチ・ソッチ（アッチ）
- まじかる☆タルるートくん（ヤキちゃん）
- 丸出だめ夫（丸出だめ夫）
- らんま1/2 熱闘編

1992年
- スーパービックリマン（福笑い助子）
- それいけ!アンパンマン（1992年 - 1994年、白もちつきまん〈初代〉、ネコ美〈2代目〉、キックぼうや、ジュエリーちゃん）
- 超電動ロボ 鉄人28号FX（トモ）

1993年
- クッキングパパ（六・七・八男）

1994年
- コボちゃんスペシャル 祭りがいっぱい！（シゲル）
- ツヨシしっかりしなさい（史子）

1997年
- ゲゲゲの鬼太郎（第4作）（太一、シーサー）

1999年
- 小さな巨人 ミクロマン（久磁祐太）

2000年
- 機巧奇傳ヒヲウ戦記（テツ）
- 週刊ストーリーランド（菊池大樹）

2002年
- あたしンち（2002年 - 2009年、山下）
- 犬夜叉（夏嵐）

2003年
- ソニックX（チャーミー）

2004年
- 絢爛舞踏祭 ザ・マーズ・デイブレイク（シエ）

2005年
- クレイアニメ 太鼓の達人（和田どん、和田かつ、メカドン、ぴよグリーン、水マリ子〈緑〉、わたがし〈黄〉、かめ、ちょうちん〈青〉）
- ブラック・ジャック（チンク）
- 魔法先生ネギま!（チャチャゼロ）

2006年
- 名探偵コナン（2006年 - 2016年、長部満、内藤司、男の子、大野康平）

2007年
- はたらキッズ マイハム組（2007年 - 2008年、コウちゃん、テンドー）

2014年
- ワールドトリガー（ヴィッターノ）

2015年
- 新あたしンち（2015年 - 2016年、山下）

2016年
- クレヨンしんちゃん（涼子）

2024年
- ニンジャラ（一反木綿）

### 劇場アニメ
1993年
- Dr.スランプ アラレちゃん んちゃ!ペンギン村はハレのち晴れ（ガッちゃん）
- Dr.スランプ アラレちゃん んちゃ!ペンギン村より愛をこめて（ガッチャンズ）

1994年
- Dr.スランプ アラレちゃん ほよよ!!助けたサメに連れられて…（ガッチャンズ）
- Dr.スランプ アラレちゃん んちゃ!!わくわくハートの夏休み（ガッチャンズ）

1996年
- ウルトラマンカンパニー（ダダコ）
- それいけ!アンパンマン 空とぶ絵本とガラスの靴（マリオネットちゃん）

1999年
- 小さな巨人 ミクロマン 大激戦!ミクロマンVS最強戦士ゴルゴン（久磁祐太）

2001年
- ドラえもん のび太と翼の勇者たち（グースケの弟）

2013年
- 豪華3本立て!トミカ・プラレール映画まつり（Tくん、ドクター、ワルーダコブーン）

2014年
- もっと!トミカ・プラレール映画まつり（Tくん、ドクター、ワルーダコブーン）

### OVA
1995年
- ようちえん戦隊げんきっず（フンダラバー）

1999年
- ときめきメモリアル（朝日奈夕子）

2004年
- 名探偵コナン コナンとキッドとクリスタル・マザー（フィリップ王子）

2006年
- トミカ王国物語（トッピーくん、女性、レン隊員、オペレーター）

2007年
- トミカハイパー大作戦!（トッピー教官、ブラックラー団幹部A、幼稚園児、オペレーター〈2話 - 4話〉）

2008年
- トミカハイパー大冒険!（トッピー隊長、Tくん、建設員、市民）
- 魔法先生ネギま! 〜白き翼 ALA ALBA〜（チャチャゼロ）

2009年
- レッツゴー!トミカボーイズ（テツオくん、Tくん、地下街に閉じ込められた幼稚園児）
- 魔法先生ネギま! 〜もうひとつの世界〜（チャチャゼロ）

2010年
- レッツゴー!トミカボーイズF5（テツオくん、マスマティックス）

2017年
- トミカ大作戦!（Tくん、トッピーくん、市民）

### Webアニメ
- あたしンちNEXT（2024年、山下）

### ゲーム
1991年
- 惑星ウッドストック ファンキーホラーバンド（ワトリー）

1992年
- 卒業 〜Graduation〜（志村まみ）※PC-98版

1993年
- 悪魔城ドラキュラX 血の輪廻（マリア・ラーネッド）
- クイズ学問のススメ

1994年
- ときめきメモリアル（朝日奈夕子）

1995年
- ザ・ファイヤーメン2 ピート & ダニー（アニー・グレイ）
- 闘神伝シリーズ（1995年 - 1998年、エリス、ソフィア） - 6作品
- ときめきメモリアル対戦ぱずるだま（朝日奈夕子）
- ときめきメモリアル 〜forever with you〜（カルトイエロー、朝日奈夕子）

1996年
- キュイーン（ようせい）
- ブルーブレイカー 〜剣よりも微笑みを〜（ターナ）

1997年
- ときめきメモリアル 〜おしえてyourheart（朝日奈夕子）
- ときめきメモリアル 対戦とっかえだま（朝日奈夕子）
- ドラゴンナイト4（ジーナ）※PC-FX版
- マリカ 〜真実の世界〜（ロネット）

1998年
- EVE The Lost One
- ときめきメモリアル ドラマシリーズ vol.2 彩のラブソング（朝日奈夕子）
- ひみつ戦隊メタモルV（高杜くるみ）
- ブルーブレイカーバースト 〜笑顔の明日に〜（ターナ）

1999年
- ときめきメモリアル ドラマシリーズ vol.3 旅立ちの詩（朝日奈夕子）

2000年
- ゲイルガンナー（リピッシュ・カースワン）

2001年
- サモンナイト2（ユエル）

2002年
- テイルズ オブ デスティニー2（ルー）

2003年
- ソニックシリーズ（2003年 - 2017年、チャーミー・ビー） - 5作品

2005年
- グリーングリーン3 ハローグッバイ（天神葉月）
- ネオジオバトルコロシアム（アイ）

2006年
- サモンナイト4（ユエル）

2007年
- マリオ&ソニック AT 北京オリンピック（チャーミー・ビー）

2009年
- マリオ&ソニック AT バンクーバーオリンピック ニンテンドーDS版（チャーミー・ビー）※ゲスト出演

2011年
- マリオ&ソニック AT ロンドンオリンピック（チャーミー・ビー）

2016年
- マリオ&ソニック AT リオオリンピック Wii U版（チャーミー・ビー）

2025年
- グランブルーファンタジー（チャチャゼロ ）

### 吹き替え

#### 映画
- ピアノ・レッスン（ネッシー）

#### ドラマ
- 新フェーム/青春の旅立ち（ドリス・シュワルツ）※TBS版

### 特撮
- 特捜戦隊デカレンジャー（2004年、ギンの声）

### ドラマCD
- ツインビーPARADISE（お星様）
- ときめきメモリアル シリーズ
  - ときめきメモリアル ディスクコレクション（朝日奈夕子）
  - Hero（朝日奈夕子名義）
  - ときめきメモリアル 虹色の青春 forever Vol.5
  - ときめきメモリアル 彩のラブソング with you vol.1 - 5
- ファイアーエムブレム 黎明編/紫嵐編（シーダ[22]）
- 闘神伝 リテイク&リミックス（トラック22：エリスの留守番電話）
- クリック&デッド NETWAYスイーパーズ（朝日奈レポーター）

### ラジオドラマ
- NHK-FM 青春アドベンチャー「哲ねこ七つの冒険」

### CM
- トミカシリーズ（Tくん）
  - トミカタウン
  - バックで駐車！たのしいサービスエリア
  - スーパーオートトミカビル
  - トミカぐんぐんタワー
  - 現場変形メガトンダンプ
  - トミカローダー回転バケット工事現場
  - 2012年度トミカ単品
  - トミカGO!GO!ハイウェイ
  - シティパーキング
  - すいすいロード
  - すいすいロード 大鉄橋セット
  - 高速道路 ぐるぐるインターチェンジ
  - トミカシステム ベーシック＆ジャンプどうろ
  - トミカシステム 3WAYオートやまみちどうろセット
  - メカアクション自動車工場
  - にぎやかサウンドタウン
  - スリリングマウンテン
  - ぐるぐるシュート!! DXトミカパーキング
  - DXトミカタワー
- レッドブル（声の出演）
- ツクダオリジナル
  - すきすきベイビーモンキー
- 東洋水産
  - やきそば弁当

### パチンコ
- CR魔法先生ネギま!（2017年、チャチャゼロ）

### その他コンテンツ
- GO!GO!ACKMAN（天使）
- サンリオキャラクター（キキ）
- のりものだいすき!!（のり坊）
- 怪傑コミック番組!空飛ぶラジオ でんえもん（ゲスト出演）
- トミカシリーズ（Tくん）
  - トミカ・プラレールビデオ〈2007 - 〉
  - トミカスペシャルDVD
  - コロコロあそぼ！トミカおしゃべりあいうえお
  - ぼくらのハイパーレスキュー1号&2号[23]
  - ぼくらのはたらく建機1号機&2号機[24]
  - トミカわいわいずかん
  - オールスターDVD2019
- とんとんみーの冒険（ホタル）
- ハチワンダイバー（なるぞうくんの声）
- デジタルであそぼ！おかあさんといっしょ（リモくんの声）
- ドラえもんのうたってあそぼう放送局!!（太郎、チューブ、園児たち[25]）

## ディスコグラフィ

### キャラクターソング
| 発売日   | 商品名                                                                   | 歌 | 楽曲                                        | 備考                                           |
| 1995年   | 1995年                                                                   | 1995年 | 1995年                                      | 1995年                                         |
| -------- | ------------------------------------------------------------------------ | --- | ------------------------------------------- | ---------------------------------------------- |
| 9月21日  | もっと!ときめきメモリアルSE                                              | 朝日奈夕子（鉄炮塚葉子） | 「アンテナライフ」                          | ラジオ番組『もっと!ときめきメモリアル』関連曲  |
| 1996年   |                                                                          | |                                             |                                                |
| 12月21日 | 「ときめきメモリアル」ボーカル・ベスト・コレクション3                    | 朝日奈夕子（鉄炮塚葉子） | 「さらってMy Heart」                        | ゲーム『ときめきメモリアル』関連曲             |
| 1997年   |                                                                          | |                                             |                                                |
| 8月21日  | 「ときめきメモリアル」ボーカル・ベスト・コレクション4                    | 朝日奈夕子（鉄炮塚葉子） | 「It’s my rule」                            | ゲーム『ときめきメモリアル』関連曲             |
| 8月21日  | 「ときめきメモリアル」ボーカル・ベスト・コレクション4                    | 朝日奈夕子（鉄炮塚葉子） | 「愛につかまらないで」                      | ゲーム『ときめきメモリアル』関連曲             |
| 8月21日  | 「ときめきメモリアル」ボーカル・ベスト・コレクション4                    | 藤崎詩織（金月真美）、清川望（笹木綾子）、朝日奈夕子（鉄炮塚葉子） | 「あした」                                  | ゲーム『ときめきメモリアル』関連曲             |
| 8月21日  | 「ときめきメモリアル」ボーカル・ベスト・コレクション4                    | ときめきオールスターズ | 「♥(ハート)のスタートライン 〜with you〜」  | ゲーム『ときめきメモリアル』関連曲             |
| 11月21日 | ときめきメモリアル FANTASTIC クリスマスパーティー                        | 館林見晴（菊池志穂）、朝日奈夕子（鉄炮塚葉子） with きらめき合唱隊 | 「サンタが町にやってくる」                  | ゲーム『ときめきメモリアル』関連曲             |
| 1998年   |                                                                          | |                                             |                                                |
| 3月27日  | 「ときめきメモリアル」ボーカル・ベスト・コレクション6〜ファイナル        | 朝日奈夕子（鉄炮塚葉子） | 「やってらんない」                          | ゲーム『ときめきメモリアル』関連曲             |
| 4月22日  | ひみつ戦隊メタモルV ヴォーカルコレクション                               | 高杜くるみ（鉄炮塚葉子） | 「ダメ!ダメ!ダメ!」                         | ゲーム『ひみつ戦隊メタモルV』関連曲            |
| 2000年   |                                                                          | |                                             |                                                |
| 9月21日  | ときめきメモリアル2 Substories〜Dancing Summer Vacation〜サントラ        | 朝日奈夕子（鉄炮塚葉子） | 「Jumping Smile〜朝日奈夕子テーマ曲」       | ゲーム『ときめきメモリアル2 Substories』関連曲 |
| 2004年   |                                                                          | |                                             |                                                |
| 9月23日  | ときめきメモリアル 10th Anniversary                                      | 朝日奈夕子（鉄炮塚葉子） | 「Good bye-yesterday」                      | ゲーム『ときめきメモリアル』関連曲             |
| 9月23日  | ときめきメモリアル 10th Anniversary                                      | 虹野沙希（菅原祥子）、朝日奈夕子（鉄炮塚葉子）、早乙女優美（よしきくりん）                                                                                             | 「スクールデイズは大騒ぎ 〜学園べいべえ〜」 | ゲーム『ときめきメモリアル』関連曲             |
| 2008年   |                                                                          | |                                             |                                                |
| 10月1日  | ドラえもんのうたってあそぼう放送局!! しつけをおぼえたら てあそびのじかん | ドラえもん（水田わさび）、ミヨ（神田朱未）、太郎（鉄炮塚葉子）、勝（日比愛子）                                                                                         | 「こんにちはドラえもん」                    | テレビアニメ 『ドラえもん』関連曲              |
| 10月1日  | ドラえもんのうたってあそぼう放送局!! しつけをおぼえたら てあそびのじかん | チューブ（鉄炮塚葉子）、歯ブラシ（私市淳）、コップ（菅沼久義） | 「はみがきソング」                          | テレビアニメ 『ドラえもん』関連曲              |
| 10月1日  | ドラえもんのうたってあそぼう放送局!! しつけをおぼえたら てあそびのじかん | トイレ王子（伊倉一恵）、スリッパ3人（笠原留美、前田愛、今野宏美）、ミヨ（神田朱未）、太郎（鉄炮塚葉子）、勝（日比愛子）                                                | 「トイレでオーレ!」                         | テレビアニメ 『ドラえもん』関連曲              |
| 10月1日  | ドラえもんのうたってあそぼう放送局!! しつけをおぼえたら てあそびのじかん | ミヨ（神田朱未）、太郎（鉄炮塚葉子）、勝（日比愛子） | 「パジャパジャマン」                        | テレビアニメ 『ドラえもん』関連曲              |
| 10月1日  | ドラえもんのうたってあそぼう放送局!! しつけをおぼえたら てあそびのじかん | ドラえもん（水田わさび）、ミヨ（神田朱未）、太郎（鉄炮塚葉子）、勝（日比愛子）                                                                                         | 「おやすみなさい」                          | テレビアニメ 『ドラえもん』関連曲              |
| 10月1日  | ドラえもんのうたってあそぼう放送局!! しつけをおぼえたら てあそびのじかん | ジャイアン（木村昴）、スネ夫（関智一）、ミヨ（神田朱未）、園児たち（鉄炮塚葉子、金田朋子）                                                                             | 「とんとんとんとん ひげじいさん」           | テレビアニメ 『ドラえもん』関連曲              |
| 10月1日  | ドラえもんのうたってあそぼう放送局!! しつけをおぼえたら てあそびのじかん | のび太（大原めぐみ）、しずかちゃん（かかずゆみ）、ジャイアン（木村昴）、スネ夫（関智一）、ミヨ（神田朱未）、園児たち（鉄炮塚葉子、金田朋子）                           | 「げんこつやまのたぬきさん」                | テレビアニメ 『ドラえもん』関連曲              |
| 10月1日  | ドラえもんのうたってあそぼう放送局!! しつけをおぼえたら てあそびのじかん | のび太（大原めぐみ）、しずかちゃん（かかずゆみ）、ミヨ（神田朱未）、園児たち（鉄炮塚葉子、金田朋子）                                                                   | 「ちいさなにわ」                            | テレビアニメ 『ドラえもん』関連曲              |
| 10月1日  | ドラえもんのうたってあそぼう放送局!! しつけをおぼえたら てあそびのじかん | ドラえもん（水田わさび）、のび太（大原めぐみ）、しずかちゃん（かかずゆみ）、ジャイアン（木村昴）、スネ夫（関智一）、ミヨ（神田朱未）、園児たち（鉄炮塚葉子、金田朋子） | 「おおきなくりのきのしたで」                | テレビアニメ 『ドラえもん』関連曲              |
| 10月1日  | ドラえもんのうたってあそぼう放送局!!ひらがな・かず・かたちをおぼえよう   | ドラえもん（水田わさび）、のび太（大原めぐみ）、しずかちゃん（かかずゆみ）、ジャイアン（木村昴）、スネ夫（関智一）、太郎（鉄炮塚葉子）                                 | 「あいうえおのうた」                        | テレビアニメ 『ドラえもん』関連曲              |
| 10月1日  | ドラえもんのうたってあそぼう放送局!!ひらがな・かず・かたちをおぼえよう   | ドラえもん（水田わさび）、のび太（大原めぐみ）、ナレーター（神田朱未、鉄炮塚葉子）                                                                                     | 「1．2．3．4 ドラえもん」                   | テレビアニメ 『ドラえもん』関連曲              |
| 10月1日  | ドラえもんのうたってあそぼう放送局!!ひらがな・かず・かたちをおぼえよう   | しずかちゃん（かかずゆみ）、スネ夫（関智一）、ナレーター（神田朱未、鉄炮塚葉子）                                                                                       | 「おえかき クレープ」                       | テレビアニメ 『ドラえもん』関連曲              |
| 10月1日  | ドラえもんのうたってあそぼう放送局!!ひらがな・かず・かたちをおぼえよう   | しずかちゃん（かかずゆみ）、鉄炮塚葉子 | 「うらしまたろう」                          | テレビアニメ 『ドラえもん』関連曲              |
| 2011年   |                                                                          | |                                             |                                                |
| -        | -                                                                        | Tくん（鉄炮塚葉子）、てっちゃん（嶋崎はるか） | 「トミカ&プラレールのりのりソング」         | 『トミカプラレールビデオ2011』挿入歌           |
| 2012年   |                                                                          | |                                             |                                                |
| -        | -                                                                        | Tくん（鉄炮塚葉子） | 「いろんなトミカ大集合!」                   | 『トミカプラレールビデオ2012』挿入歌           |
| 2013年   |                                                                          | |                                             |                                                |
| -        | -                                                                        | Tくん（鉄炮塚葉子） | 「でるでるバケツでおかたづけ!」             | 『トミカプラレールDVD2013』挿入歌              |
| -        | -                                                                        | Tくん（鉄炮塚葉子） | 「ぐるぐる走るよ!インターチェンジ!」        | 『トミカプラレールDVD2013』挿入歌              |
| 2015年   |                                                                          | |                                             |                                                |
| -        | -                                                                        | Tくん（鉄炮塚葉子） | 「トミカ行進曲」                            | 『トミカわいわいずかん』オープニングテーマ     |
| -        | -                                                                        | Tくん（鉄炮塚葉子） | 「トミカシステム ゴー!レッツゴー!」         | 玩具『トミカ』関連曲                           |
| 2017年   |                                                                          | |                                             |                                                |
| -        | -                                                                        | Tくん（鉄炮塚葉子） | 「ビルドシティの歌」                        | 玩具『トミカ』関連曲                           |
| -        | -                                                                        | Tくん（鉄炮塚葉子） | 「DXトミカパーキングの歌」                  | 『トミカプラレールDVD2017』挿入歌              |
| -        | -                                                                        | Tくん（鉄炮塚葉子） | 「トミカシステムの歌」                      | 『トミカプラレールDVD2017』挿入歌              |
| -        | -                                                                        | Tくん（鉄炮塚葉子） | 「トミカ大作戦」                            | OVA『トミカ大作戦!』オープニングテーマ         |
| -        | -                                                                        | Tくん（鉄炮塚葉子）、てっちゃん（嶋崎はるか） | 「ガチャステの歌」                          | 玩具『プラレール』関連曲                       |

### ユニットメンバー
1. ↑  藤崎詩織（金月真美）、如月未緒（関根明子）、紐緒結奈（中友子）、片桐彩子（川口雅代）、虹野沙希（菅原祥子）、古式ゆかり（黒崎彩子）、清川望（笹木綾子）、鏡魅羅（五十嵐麗）、朝日奈夕子（鉄炮塚葉子）、美樹原愛（栗原みきこ）、早乙女優美（よしきくりん）、館林見晴（菊池志穂）